# Th!nk City
Th!nk City – elektryczny mikrosamochód produkowany pod norweską marką Th!nk w latach 2007–2012.

## Historia i opis modelu

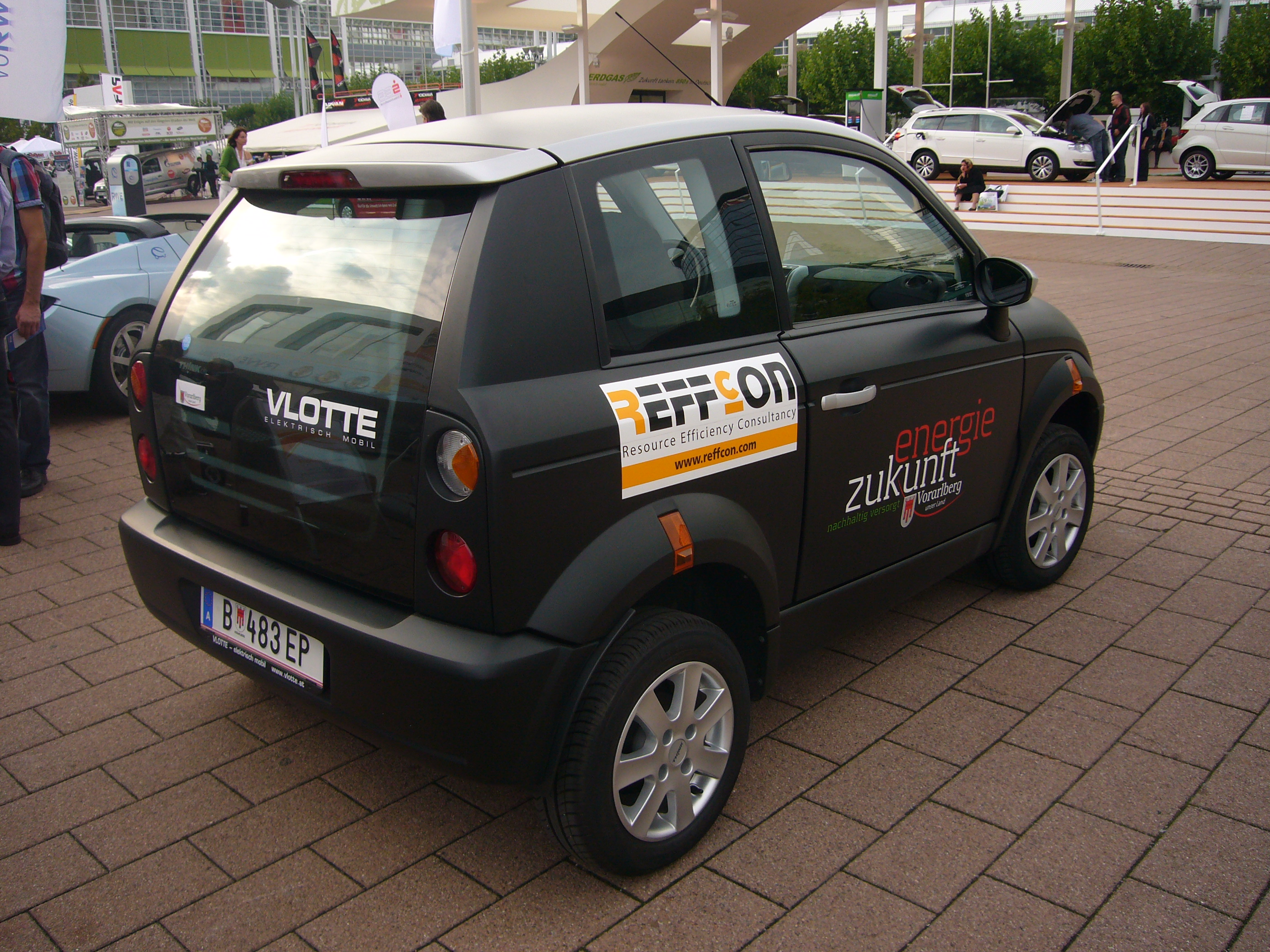
Th!nk City - tył

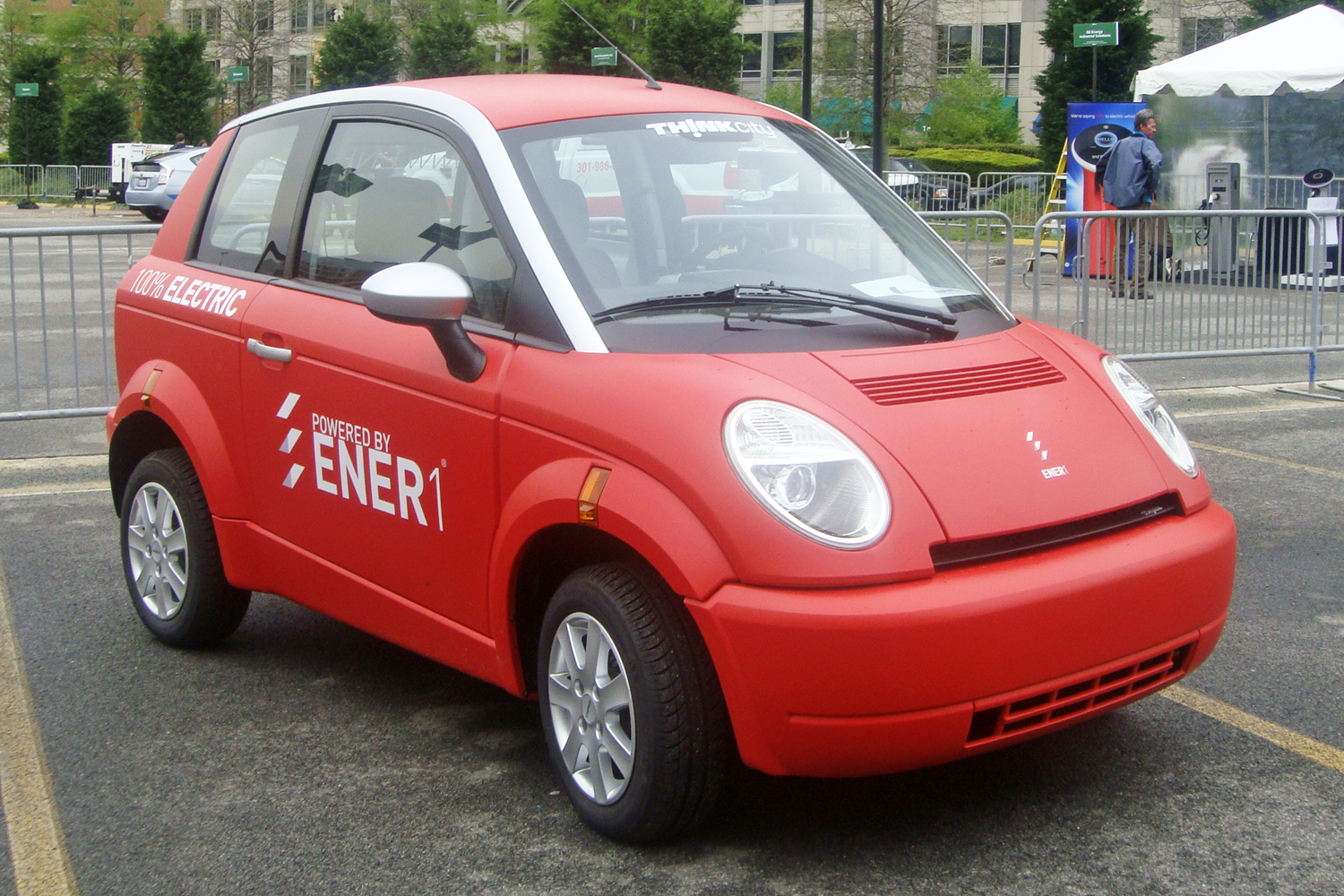
Th!nk City w USA

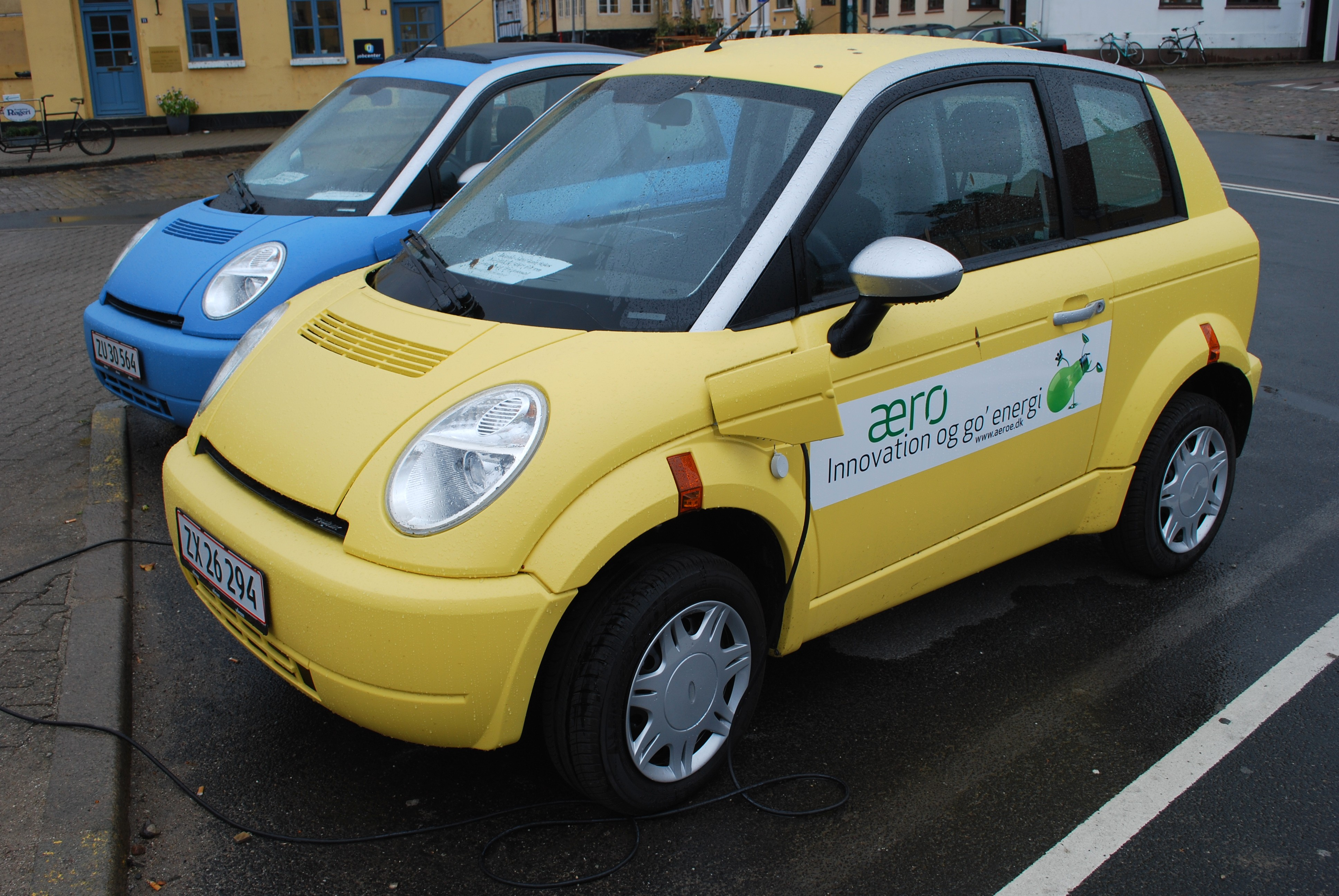
Th!nki City podczas ładowania

Po tym, jak produkowany w latach 1999–2002 elektryczny mikrosamochód Ford Th!nk będący norwesko-amerykańskim przedsięwzięciem nie zdobył popularności i przyniósł straty, Th!nk Nordic zmieniło właściciela, który nie był w stanie wznowić produkcji przez kolejne 3 lata. Uległo to zmianie po ponownej zmianie właściciela w 2006 roku, który pozwolił dokończyć prace nad kolejną generacją elektrycznego mikrosamochodu firmy noszącej nową nazwę, Th!nk Global. W efekcie, w czerwcu 2007 roku zadebiutował produkcyjny Th!nk City.
Pod kątem wizualnym model City stanowił obszerne rozwinięcie stylistyki poprzednika, wyróżniając się niewielkim, dwubryłowym nadwoziem ze szklaną klapą bagażnika i podwójnymi lampami tylnymi. Zmiany przeszła z kolei przednia część nadwozia, którą przyozdobiły charakterystyczne, okrągłe reflektory. Podobnie jak poprzednicy, samochód posiadał nadwozie wykonane z tworzyw sztucznych.
Choć Th!nk City był samochodem opracowanym jako w pełni norweskie przedsięwzięcie bez amerykańskiego kapitału, jak poprzednik, to producent dla obniżenia kosztów produkcji zdecydował się zapożyczyć od Forda szereg elementów wykończenia wnętrza. Z modelu Ford Focus pochodziło m.in. koło kierownicy, z Mondeo zapożyczono klamki, a kratki nawiewu i przełączniki pochodziły z Galaxy.
Wyposażenie Th!nka City było relatywnie bogate, obejmując m.in. automatyczną klimatyzację, elektrycznie ogrzewane szyby oraz lusterka, nawigację GPS, poduszkę powietrzną pasażera i kierowcy, trzypunktowe pasy bezpieczeństwa oraz system ABS. Ponadto, pojazd dostosowano też do warunków zimowych dzięki ogrzewaniu postojowemu o mocy 4 kW.

### Sprzedaż
Podobnie jak poprzednicy oferowani pod markami Pivco i Ford, tak i Th!nk City wytwarzany był w norweskich zakładach Aurskog na przedmieściach Oslo. Poza rodzimą Norwegią, samochód ponownie trafił do sprzedaży w Wielkiej Brytanii, a także innych rynkach Europy Zachodniej jak Dania, Hiszpania, Szwajcaria, Francja, Finlandia czy Holandia.  
W 2009 roku Th!nk podjął decyzję o zakończeniu produkcji modelu City we własnej fabryce w Aurskog i odtąd zdecydowało się ją zlecać zewnętrznemu fińskiemu przedsiębiorstwu Valmet Automotive z portowego Uusikaupunki. W 2010 roku Th!nk City był najpopularniejszym mikrosamochodem elektrycznym na świecie, w niszowym wówczas rynku sprzedając się w ciągu 3 lat produkcji w 2,5 tysiąca sztukach.
W 2010 roku Th!nk Global otworzył pierwszy poza Europą oddział, inaugurując rozpoczęcie zarówno sprzedaży, jak i produkcji swoich mikrosamochodów w Stanach Zjednoczonych. Po tym, jak w 2011 roku norweski Th!nk ogłosił bankructwo i zakończył produkcję City, a następnie próby wznowienia jego działalności podjęło przedsiębiorstwo Electric Mobility Systems. W ten sposób jeszcze przez kolejny rok wyłącznie w amerykańskich zakładach w Elkhart trwała produkcja, która zakończyła się ostatecznie w sierpniu 2012 roku, a Th!nk City trwale zniknął z rynku kończąc historię rozwijanego od 1991 roku projektu rozpoczątego przez model Pivco City Bee.

### Dane techniczne
Th!nk City był samochodem w pełni elektrycznym rozwijającym moc 40 KM. Prędkość 50 km/h osiągano po 6,5 sekundach, 80 km/h po 16 sekundach, a maksymalna prędkość wynosiła 110 km/h. Układ napędowy współtworzyły litowo-jonowe baterie charakteryzujące się pojemnością 22 kWh dostarczała firma EnerDel.
Ze złączem 14A uzupełnienie stanu akumulatora ze stanu 0-80% zajmowało ok. 9,5 godziny, z kolei naładowanie do pełna wymagało według danych producenta ok. 13 godzin. Samochód był kompatybilny także z innymi rodzajami wtyczek - 10A oraz 16A. Zasięg pojazdu na jednym ładowaniu zajmował ok. 160 kilometrów.